# Municipio de White Oak (Illinois)
El municipio de White Oak (en inglés: White Oak Township) es un municipio ubicado en el condado de McLean en el estado estadounidense de Illinois. En el año 2010 tenía una población de 899 habitantes y una densidad poblacional de 20,89 personas por km².

## Geografía
El municipio de White Oak se encuentra ubicado en las coordenadas 40°36′3″N 89°5′53″O / 40.60083, -89.09806. Según la Oficina del Censo de los Estados Unidos, el municipio tiene una superficie total de 43.04 km², de la cual 43,01 km² corresponden a tierra firme y (0,05 %) 0,02 km² es agua.

## Demografía
Según el censo de 2010, había 899 personas residiendo en el municipio de White Oak. La densidad de población era de 20,89 hab./km². De los 899 habitantes, el municipio de White Oak estaba compuesto por el 92,99 % blancos, el 4,67 % eran afroamericanos, el 1 % eran asiáticos, el 0,78 % eran de otras razas y el 0,56 % eran de una mezcla de razas. Del total de la población el 1,56 % eran hispanos o latinos de cualquier raza.